# Берёзово (Солонешенский район)
Берёзово — село в Солонешенском районе Алтайского края, в составе Лютаевского сельсовета.

## География
Расположено в Берёзовом логу на берегах ручьёв Березовка и Родкин (бассейн реки Ануй). Берёзовый лог отличается особым микроклиматом: здесь не бывает ранних и поздних заморозков, плодородная почва.

## История
Основано в 1923 г. В 1928 году выселок Верхне-Берёзовский состоял из 10 хозяйств, основное население — русские. В административном отношении входил в состав Камышенского сельсовета Сычевского района Бийского округа Сибирского края.

## Население
| 1926 | 1997 | 1998 | 1999 | 2000 | 2001 |
| ---- | ---- | ---- | ---- | ---- | ---- |
| 79   | ↗107 | ↗132 | ↘126 | ↘124 | ↘99  |
| 2002 | 2003 | 2004 | 2005 | 2006 | 2007 |
| →99  | ↘92  | ↘86  | ↘61  | ↗66  | ↗74  |
| 2008 | 2009 | 2010 | 2011 | 2012 | 2013 |
| ↘60  | ↗66  | ↘60  | ↘56  | ↘44  | ↗45  |

Национальный состав
Согласно результатам переписи 2002 года, в национальной структуре населения русские составляли 97 %.